# Guilherme d’Oliveira Martins
Guilherme Valdemar Pereira d’Oliveira Martins (ur. 23 września 1952 w Lizbonie) – portugalski polityk, prawnik i urzędnik państwowy, poseł do Zgromadzenia Republiki, minister edukacji (1999–2000), minister ds. prezydium rządu (2000–2002) oraz minister finansów (2001–2002), prezes Trybunału Obrachunkowego (2005–2015).

## Życiorys
Ukończył studia prawnicze na Uniwersytecie Lizbońskim (licencjat w 1974, magisterium w 1981). W 1974 był współzałożycielem JSD, organizacji młodzieżowej Partii Socjaldemokratycznej, a w latach 1975–1976 członkiem sekretariatu krajowego PSD. Opuścił to ugrupowanie w 1979, działał w partii ASDI, a następnie dołączył do Partii Socjalistycznej.
W latach 1977–1985 pracował na macierzystej uczelni, w 1979 był szefem gabinetu politycznego ministra finansów. Pracował także jako adwokat i radca prawny. W latach 1980–1985 zasiadał w Zgromadzeniu Republiki II i III kadencji. Ponownie był członkiem portugalskiego parlamentu w okresach 1991–1999 (VI i VII kadencja) oraz 2002–2005 (IX i X kadencja).
W 1985 prezydent Mário Soares powołał go na swojego doradcę ds. politycznych, stanowisko to zajmował do 1991. Od 1995 do 1999 był sekretarzem stanu ds. edukacji, następnie pełnił obowiązki ministra edukacji (1999–2000), ministra ds. prezydium rządu (2000–2002) oraz ministra finansów (2001–2002). W latach 2005–2015 sprawował urząd prezesa Trybunału Obrachunkowego, jednocześnie od 2008 kierował komisją zajmującą się przeciwdziałaniem korupcji.
Od 2014 członek korespondent Lizbońskiej Akademii Nauk. Ponownie zajął się działalnością naukową jako wykładowca portugalskich uczelni.

## Odznaczenia
- Wielki Oficer Orderu Infanta Henryka (Portugalia)
- Komandor Orderu Izabeli Katolickiej (Hiszpania)
- Krzyż Wielki Orderu Krzyża Południa (Brazylia)
- Oficer Legii Honorowej (Francja)
- Krzyż Oficerski Order Zasługi RP (Polska)[4]